# Limón (Honduras)
Limón (uit het Spaans: "Limoen") is een gemeente (gemeentecode 0204) in het departement Colón in Honduras. De gemeente ligt aan de Atlantische Oceaan.
De hoofdplaats Limón kreeg deze naam omdat er in het gebied veel limoenbomen werden aangetroffen. Vroeger was het een dorp van de gemeente Trujillo.
De woonkern Los Farallones ligt in een natuurgebied. De inwoners zijn Garifuna. Er zijn plannen om hier een beschermd natuurgebied te stichten.
Tussen Limón en Santa Rosa de Aguán komt de Aguán in zee uit.

## Bevolking
De bevolking is als volgt verdeeld:
| Vrouwen | 7390 | 50% |
| Mannen  | 7380 | 50% |

## Dorpen
De gemeente bestaat uit drie dorpen (aldea): Limón (code 020401), Francia (020402) en Vallecito (020403).